# Riuskasensaaret
Riuskasensaaret är en ö i Finland. Den ligger i sjön Jongunjärvi och i kommunen Pudasjärvi i den ekonomiska regionen  Oulunkaari  och landskapet Norra Österbotten, i den centrala delen av landet, 600 km norr om huvudstaden Helsingfors. Öns area är 2,9 hektar och dess största längd är 280 meter i öst-västlig riktning.  Notera att namnet antyder att det är fråga om flera öar.